# Арман-Еманюел дю Плеси дьо Ришельо
 Тази статия е за френския аристократ на руска служба.  За кардинала вижте Арман Жан дю Плеси дьо Ришельо.  
Арман-Еманюел дю Плеси дьо Ришельо (на френски: Armand-Emmanuel du Plessis de Richelieu) е френски политик и благородник, живял дълго време в Руската империя.

## Биография
Арман-Еманюел дьо Ришельо е роден на 25 септември 1766 година в Париж в известен благороднически род, към който принадлежи и известният кардинал Арман Жан дю Плеси дьо Ришельо. Заема няколко длъжности в кралския двор, а след началото на Френската революция през 1789 година напуска страната и прекарва дълги години на руска служба. През 1791 година наследява титлата херцог на Ришельо. През 1803 година император Александър I, с когото е в близки отношения, го назначава за градоначалник на Одеса, а през 1805 година – за генерал-губернатор на Новорусия, какъвто остава до връщането си във Франция.
След Реставрацията на Бурбоните през 1814 година Ришельо напуска Русия и от 1815 до 1818 година е външен министър и министър-председател на Франция. Отново оглавява френското правителство през 1820 – 1821 година.
Арман-Еманюел дьо Ришельо умира на 17 май 1822 година в Париж.